# 阿尔图尔·达拉洛扬
阿尔图尔·格拉奇耶维奇·达拉洛扬（俄语：Артур Грачьевич Далалоян，1996年4月26日—）生于摩尔多瓦，是一名亞美尼亞裔俄罗斯男子竞技体操运动员。

## 生平
达拉洛扬出生在蒂拉斯波尔。父親是亞美尼亞人，母親是俄羅斯人。达拉洛扬6岁时开始练习体操，当时他居住于新西伯利亚，一年后，他随家人移居至莫斯科，他也成为了Aleksandr Kalinin教练的弟子。2017年，达拉洛扬成绩有所提升，他成为了全国锦标赛个人全能冠军，之后他入选2017年欧锦赛阵容，首次获得国际大赛资格，结果他在该赛事中获得跳马金牌和个人全能银牌。
2018年10月，达拉洛扬在卡塔尔多哈举行的世界锦标赛上获得个人全能冠军，不仅成为历史上第二位代表俄罗斯在世锦赛该项目上夺冠的选手，也结束了亚洲选手自2005年以来对该项目的统治。他的最终分数和上届冠军肖若腾一样都是87.598分，根据规则，两人需比较去掉六项中的最低分后其他五项的总分。达拉洛扬去掉分数最低的鞍马项目（13.400分）后是74.198分，肖若腾去掉分数最低的自由体操项目（14.133分）后是73.465分，至此达拉洛扬凭借着这一优势获得冠军。
2020年夏季奥林匹克运动会於日本東京舉行，达拉洛扬與丹尼斯·阿布利亞津、達維德·別利亞夫斯基、尼基塔·納戈爾內共同獲得男子團體全能金牌。
2023年4月15日，乌克兰对俄罗斯实施新的制裁，他因支持俄罗斯入侵乌克兰而被列入制裁名单。